# Mario Boyé
Mario Emilio Heriberto Boyé Auterio (ur. 30 lipca 1922, zm. 21 lipca 1992) – argentyński piłkarz, jeden z najwybitniejszych napastników w złotym okresie futbolu argentyńskiego.
Urodzony w Buenos Aires Boyé grał w klubach Boca Juniors (1936-1949 i 1955-56), Genoa CFC (1949-50), Millonarios (1950), Racing (1950–54) oraz Huracán (1954-55). Ze względu na bardzo silny strzał określany przydomkiem El Atómico. Boyé rozpoczął karierę piłkarską w młodzieżowym zespole Boca Juniors. W drużynie seniorskiej zadebiutował 8 czerwca 1941 roku meczem z Independiente. Już tydzień później, w meczu z Huracán, zdobył swego pierwszego gola. Grając w barwach Boca Boyé dwukrotnie zdobył mistrzostwo Argentyny (w 1943 i 1944), a w roku 1946 strzelił 24 gole i został królem strzelców I ligi argentyńskiej. Następnie na okres czterech lat wyemigrował do Włoch, gdzie nadano mu przydomek Il Matadore (Zabójca).
Po wygraniu z Racingiem ligi w 1951 roku zagrał jeden sezon w klubie Huracán, po czym na ostatni rok w swej karierze piłkarskiej wrócił do Boca. W sumie w barwach Boca Juniors rozegrał 206 meczów, w których strzelił 112 goli (w całej swej karierze w meczach ligowych strzelił 151 goli).
W reprezentacji Argentyny zadebiutował podczas Copa América 1945 (który Argentyna wygrała). Natomiast pożegnalnym występem w reprezentacji był mecz z Anglią rozegrany 9 maja 1951 roku na Wembley (przegrany przez Argentynę 1:2).